# Signaaldetectietheorie
Signaaldetectietheorie (SDT) stelt dat de onderscheiding van een interessante stimulus (signaal) tussen oninteressante stimuli (ruis) gebaseerd is op een menselijk detectiemechanisme waarin sensitiviteit en criterium signaaldetectie kunnen beïnvloeden. 
Volgens de signaaldetectietheorie bestaan er twee abstracte werelden, één waarin slechts ruis bestaat en één waarin er naast ruis ook signaal bestaat. In de echte wereld is vaak onduidelijk of er signaal is. De signaaldetectietheorie verschaft inzicht in het proces van signaaldetectie en is ontworpen in 1954 door W.P. Tanner en J.A. Swets.

## Signaaldetectie
Wanneer mensen moeten bepalen of een signaal tussen de ruis aanwezig is kunnen vier situaties ontstaan:
- er is signaal en dat wordt waargenomen (hit);
- er is signaal, maar wordt niet waargenomen (miss);
- er is geen signaal, maar iets wordt wel waargenomen (false alarm);
- er is geen signaal en wordt niet waargenomen (correct rejection).

|          |                  | Signaal |                   |
| Aanwezig | Afwezig          |         |                   |
| Signaal  | Waargenomen      | Hit     | False alarm       |
| Signaal  | Niet waargenomen | Miss    | Correct rejection |

Fig. 1: beslistabel SDT, eerste rij geeft fysieke aanwezigheid van signaal aan, eerste kolom geeft detectie van signaal aan.
Op het beslismoment is niet duidelijk, maar staat wel vast dat er signaal aanwezig is of niet. Dit heeft tot gevolg dat de waarschijnlijkheidsproportie misses en hits sommeert tot zekerheid = 1 (als er signaal is, zijn er alleen mogelijkheden dat men deze detecteert of mist.) Ditzelfde geldt voor de proporties false alarms en correct rejections.

## Gevoeligheid
De gevoeligheid geeft het onderscheidingsvermogen tussen signaal en ruis aan. Een hogere sensitiviteit leidt tot meer hits, meer correct rejections, minder false alarms en minder misses.
d' (d-prime) is de maat voor de sensitiviteit en deze wordt als volgt berekend:
{\displaystyle d'=z[p(hits)]-z[p(falsealarms)]}

## Criterium
Omdat de kosten en baten van het missen of juist detecteren van een signaal sterk kunnen verschillen in uiteenlopende situaties kan invloed uitgeoefend worden op de proporties hits en false alarms door het criterium aan te passen.
Een liberaal criterium maakt dat de proportie hits en false alarms groter worden, en daarmee de kans op een miss en correct rejection kleiner wordt. Een radioloog zal een liberaal criterium handhaven bij het bepalen van de aanwezigheid van een tumor op een röntgenfoto omdat de kosten van het missen van een tumor niet opwegen tegen de kosten van een extra onderzoek als hij het niet zeker weet(mogelijk false alarm).
Een conservatief criterium maakt dat de proportie misses en correct rejections toenemen, waarmee de kans op hits en false alarms afnemen. Dit criterium wordt toegepast als een false alarm relatief hoge kosten met zich meebrengt ten opzichte van het missen van een signaal. Een voorbeeld hiervan is een flitspaal, deze mag enkel flitsen als het zeker is dat een auto te hard rijdt.
β is de maat voor het criterium en deze wordt als volgt berekend:
β = {\displaystyle f(z[p(hits)])/f(z[p(falsealarms))}
Liberaal: β < 1
Conservatief: β > 1
Neutraal: β = 1